# Struisgras-orde
De struisgras-orde (Trifolio-Festucetalia ovinae) is een orde uit de klasse van droge graslanden op zandgrond (Koelerio-Corynephoretea). De orde omvat plantengemeenschappen van soortenrijke, droge graslanden op mesotrofe, zandige bodems, met overwegend grassen, grasachtige planten en kruiden. De orde omvat twee onderliggende verbonden.

## Naamgeving en codering
- Syntaxoncode voor Nederland (rVvN): r14B
- BWK-karteringscode: ha

De wetenschappelijke naam Trifolio-Festucetalia ovinae is afgeleid van de botanische namen van twee belangrijke soorten van deze orde, het hazenpootje (Trifolium arvense) en het genaald schapengras (Festuca ovina).

## Kenmerken
Voor de kenmerken van deze orde, zie de klasse van droge graslanden op zandgrond.

## Onderliggende syntaxa in Nederland en Vlaanderen
De struisgras-orde wordt in Nederland en Vlaanderen vertegenwoordigd door drie verbonden.
- - dwerghaver-verbond (Thero-Airion)
    - vogelpootje-associatie (Ornithopodo-Corynephoretum)

  - verbond van gewoon struisgras (Plantagini-Festucion)
    - associatie van schapengras en tijm (Festuco-Thymetum)
    - duin-struisgras-associatie (Festuco-Galietum veri)

  - verbond van droge stroomdalgraslanden (Sedo-Cerastion)
    - associatie van vetkruid en tijm (Sedo-Thymetum)
    - associatie van sikkelklaver en zachte haver (Medicagini-Avenetum pubescentis)

## Diagnostische taxa voor Nederland en Vlaanderen
In de onderstaande tabel staan de belangrijkste diagnostische taxa van de struisgras-orde voor Nederland en Vlaanderen.
Kruidlaag
| Kentaxon | Diff.soort | Presentie | Triviale naam           | Botanische naam                  | Opmerking                                     | Afbeelding |
| -------- | ---------- | --------- | ----------------------- | -------------------------------- | --------------------------------------------- | ---------- |
| kO       | -          |           | liggende klaver         | Trifolium campestre              |                                               |            |
| kO       | -          |           | hazenpootje             | Trifolium arvense                |                                               |            |
| kO       | -          |           | overblijvende hardbloem | Scleranthus perennis             |                                               |            |
| kO       | -          |           | viltganzerik            | Potentilla argentea              |                                               |            |
| kO       | -          |           | klein timoteegras       | Phleum pratense subsp. serotinum |                                               |            |
| kK       | -          |           | geel walstro            | Galium verum                     |                                               |            |
| kK       | -          |           | gewoon biggenkruid      | Hypochaeris radicata             |                                               |            |
| kK       | -          |           | zandzegge               | Carex arenaria                   |                                               |            |
| kK       | -          |           | zandhoornbloem          | Cerastium semidecandrum          |                                               |            |
| kK       | -          |           | vroegeling              | Erophila verna                   |                                               |            |
| kK       | -          |           | kleine leeuwentand      | Leontodon saxatilis              |                                               |            |
| -        | dO         |           | echte kruisdistel       | Eryngium campestre               | t.o.v. de buntgras-orde en de fakkelgras-orde |            |
| -        | dO         |           | knolboterbloem          | Ranunculus bulbosus              | idem                                          |            |
| -        | dO         |           | akkerwinde              | Convolvulus arvensis             | idem                                          |            |
| -        | dO         |           | kraailook               | Allium vineale                   | idem                                          |            |
| -        | dO         |           | ruige weegbree          | Plantago media                   | idem                                          |            |

Moslaag
| Kentaxon | Diff.soort | Presentie | Triviale naam         | Botanische naam       | Opmerking | Afbeelding |
| -------- | ---------- | --------- | --------------------- | --------------------- | --------- | ---------- |
| kK       | -          |           | gewoon klauwtjesmos   | Hypnum cupressiforme  |           |            |
| kK       | -          |           | grijze bisschopsmuts  | Racomitrium canescens |           |            |
| kK       | -          |           | gewoon purpersteeltje | Ceratodon purpureus   |           |            |

## Fotogalerij

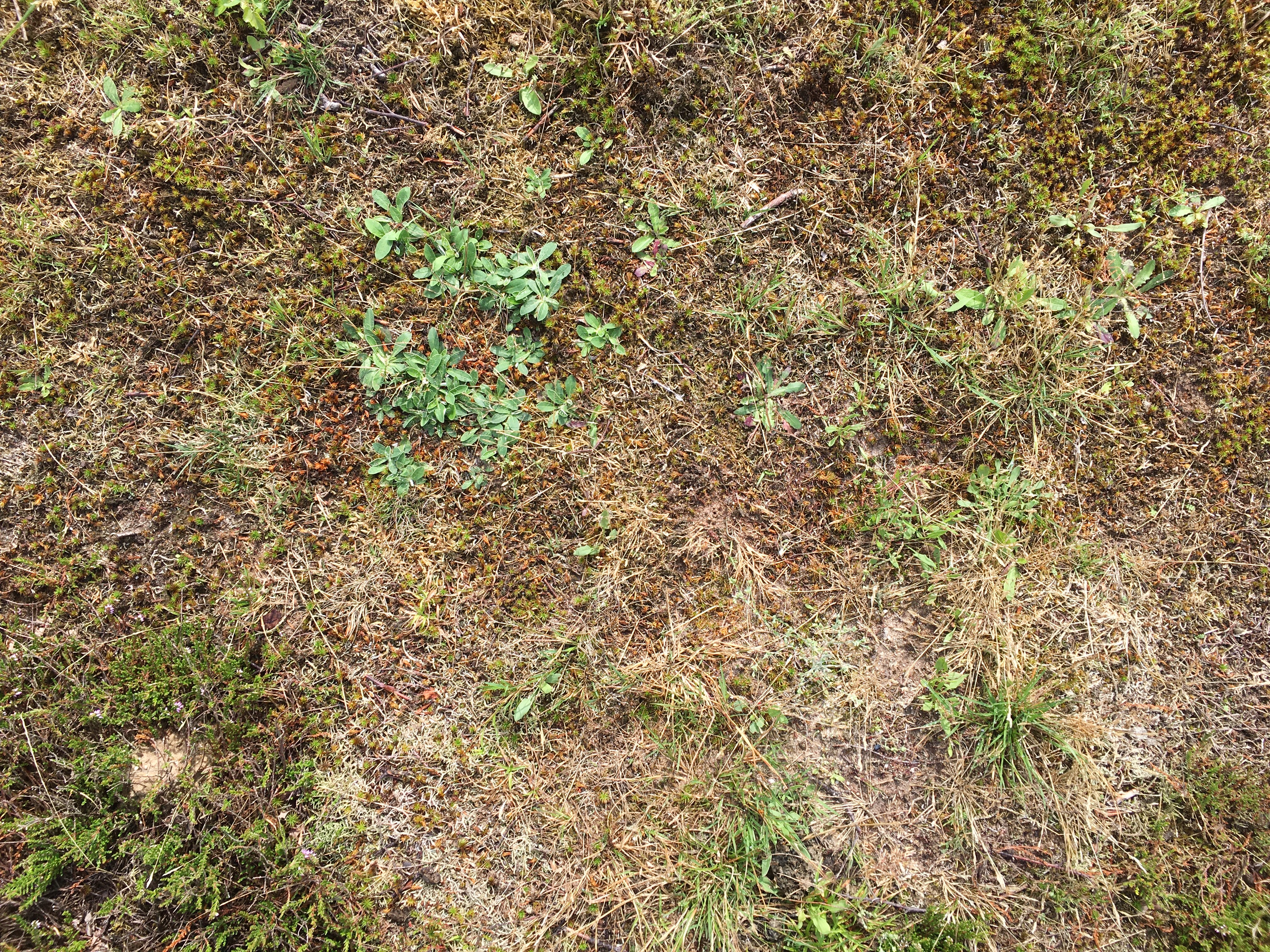
Close-up van een zomeraspect van de vogelpootje-associatie
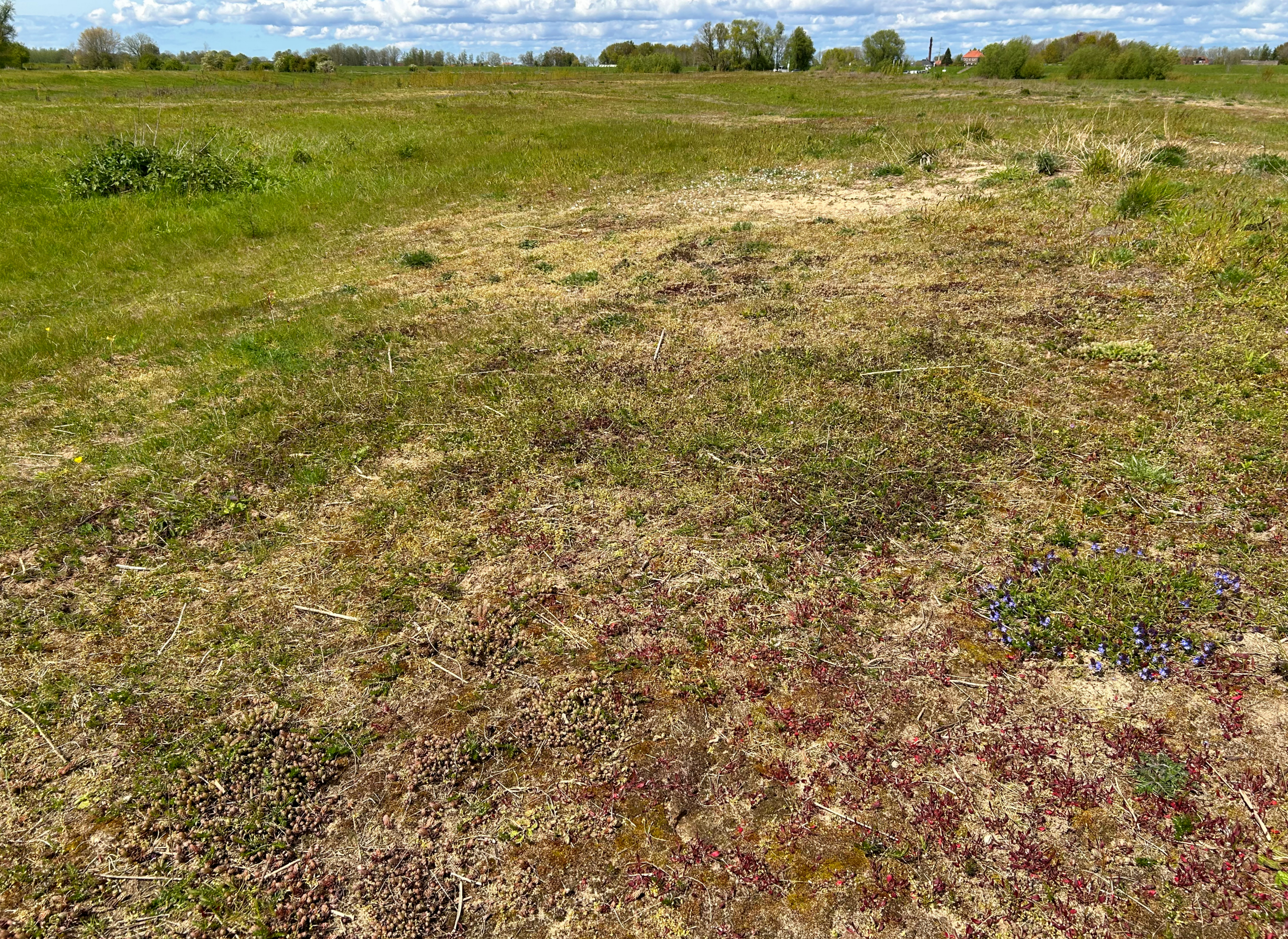
Een voorjaarsaspect van de associatie van vetkruid en tijm
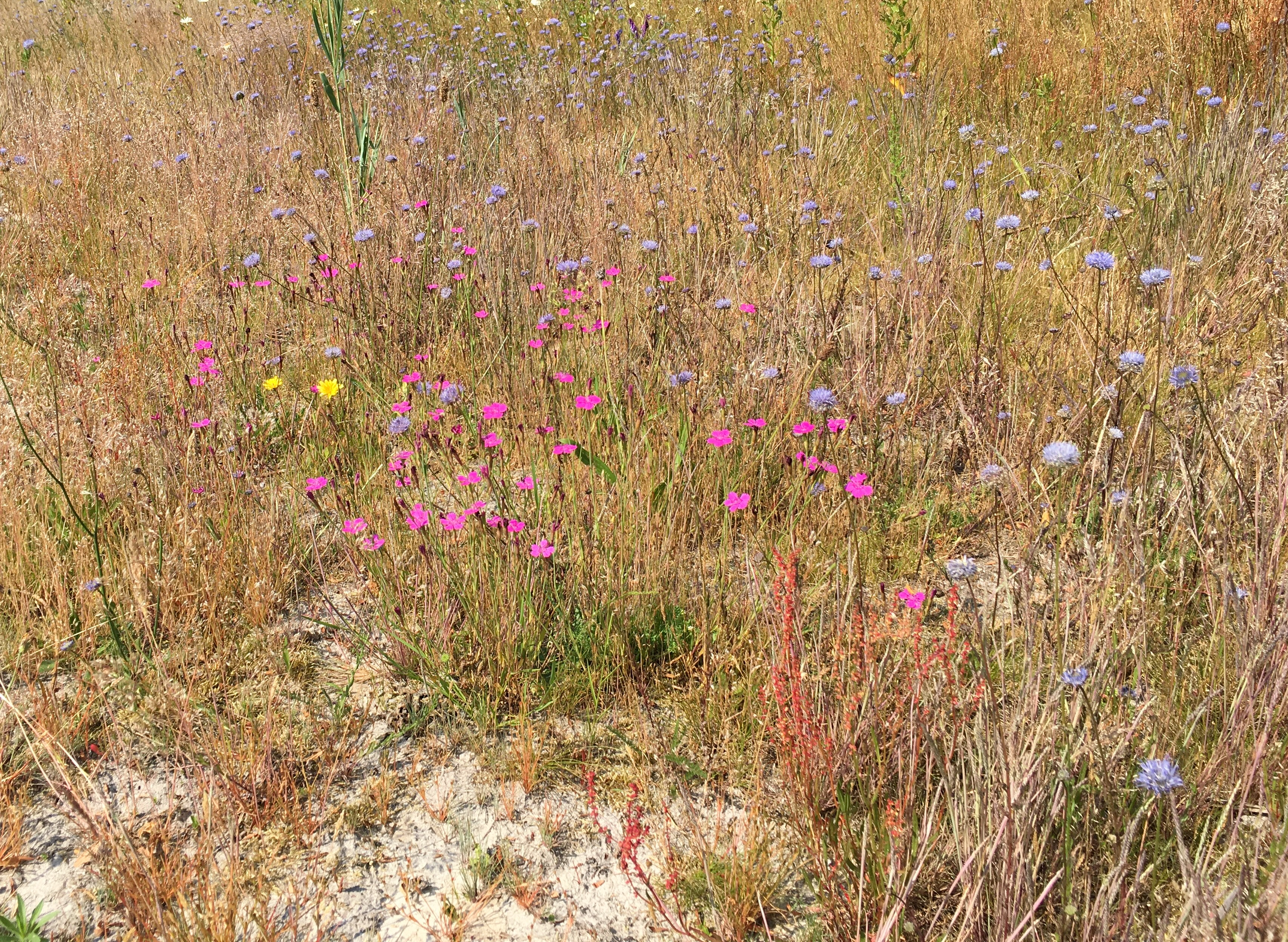
Een close-up van de associatie van schapengras en tijm